# 周匝
周匝（?—?），五代十国人物，唐庄宗李存勖宠爱的伶官。
梁末帝贞明四年（918年）胡柳陂之战，周匝被后梁俘虏。后唐灭后梁，唐庄宗又找到了周匝，非常欣慰。周匝感念后梁教坊使陈俊、内园栽接使储德源对他的保护之恩，请庄宗任命陈俊为刺史，庄宗不顾郭崇韬的反对答应了他。以陈俊为景州刺史、储德源为宪州刺史。